# Roh Moo-hyun
Roh Moo-hyun (em coreano: 노무현, IPA: no mu hjʌn; Gimhae, Gyeongsang do Sul, 1 de setembro de 1946 — Yangsan, 23 de maio de 2009) foi um político sul-coreano, presidente do seu país, de 2003 até 2008.  Antes de entrar na política, Roh foi um advogado defensor dos direitos humanos.
Em 12 de março de 2004 foi iniciado contra ele um processo de investigação pela comissão de irregularidades na administração e processos eleitorais por iniciativa da Assembleia Nacional, sendo substituído provisoriamente pelo primeiro-ministro Goh Kun até que o Tribunal Constitucional da Coreia do Sul levantou o processo em 14 de maio do mesmo ano e voltou a ocupar a presidência do país.

## Vida
Nasceu no seio de uma família humilde de agricultores em Gimhae, perto de Busan. Serviu no Exército, não frequentou a universidade e foi autodidata, superando os exames de direito. Em 1981 alcançou certo renome na Coreia ao defender estudantes processados por deterem literatura proibida. Foi ativista a favor da democracia desde 1980.
Em 1988 foi eleito deputado na Assembleia Nacional (Parlamento) representando o Partido da Unificação Democrática da Coreia. Em 2000 foi eleito ministro dos Assuntos Marítimos e Pesca e venceu em 2002 as Eleições presidenciais sul-coreanas de 2002.
Deu novo impulso à política de aproximação à Coreia do Norte e estreitou os laços políticos e comerciais com os Estados Unidos, ampliou os espaços democráticos, iniciou a descentralização administrativa e governativa e impôs medidas que evitaram a corrupção política e empresarial. Apesar disso sofreu acusações de corrupção e de incumprimento das promessas eleitorais. A política de aproximação à Coreia do Norte valeu-lhe numerosas críticas no seu país, tal como a sua decisão de enviar forças para a guerra do Iraque.
Depois de superar as acusações formuladas na Assembleia Nacional, as Eleições legislativas sul-coreanas de 2004 decidiram por um reforço da sua política. Não obstante, a sua popularidade decaiu desde aí.
Na Cimeira intercoreana de outubro de 2007 assinou com o presidente da Coreia do Norte a Declaração de Paz e Prosperidade, pela qual ambos os países se comprometeram a pôr fim ao armistício da guerra da Coreia mediante a assinatura de um tratado de paz.
Roh Moo-hyun deixou a presidência no dia 25 de fevereiro de 2008, sendo sucedido por Lee Myung-bak.
Roh Moo-hyun morreu no dia 23 de maio de 2009 durante a escalada de uma montanha, suicidando-se ao se atirar ao chão. A polícia sul-coreana confirmou no mesmo dia que Roh se tinha suicidado, deixando preparada uma nota de suicídio horas antes.